# Церковь Николая Чудотворца в Кошелях
Це́рковь Никола́я Чудотво́рца в Кошеля́х (у Я́узских ворот) — православная церковь Земляного города (Москва). Разрушена около 1937 года.
Главный престол был освящён в память Николая Чудотворца, приделы — в честь Бориса и Глеба и иконы Божией Матери Всех скорбящих радость.

## История

### История местности
Церковь построена в Кошельной слободе. В XVII веке эта территория была заселена мельниками, изготовлявшими муку крупного, кошельного помола, шедшую через кошели — мельничные рукава (отсюда и название). До конца XVIII века здесь находились водяные мельницы. Кроме того, на планах XVII века отчётливо видны изображения мельниц на месте Кошельной слободы.
Местность эта располагалась в Земляном городе у Яузских ворот Белого города.

### Строительство храма
Церковь впервые упоминается в 1547 году в связи с пожаром; имела придел Бориса и Глеба.
В XVII веке: в 1657 году была ещё деревянной; 3 июля 1692 года началось строительство каменной церкви, а 30 июля 1706 года состоялось её освящение. Строительством церкви занимался специально выбранный прихожанами староста Яков Петров(ич) Сафьянников.
В XVIII веке: 3 июля 1740 года был освящён вновь построенный каменный придел Бориса и Глеба при тёплой трапезной и построена колокольня.
В XIX веке: в 1812 году французами был убит священник Иван Петров, защищавший Никольскую церковь от разорения. В 1877 году был пристроен второй придел — в честь иконы Всех скорбящих радость, а также переделан первый придел. Церковь обновлялась в 1883 году.

### Советский период
Никольская церковь была снесена около 1937 года. На её месте находится Устьинский сквер со стелой «Пограничникам Отечества». Сквер образовался в результате сноса в 1975 году целого исторического квартала чётной стороны Яузской улицы, напротив сохранившейся церкви Троицы в Серебряниках.